# Díky za každé nové ráno
Díky za každé nové ráno je česká komedie z roku 1994 natočená podle scénáře Haliny Pawlovské.
Hlavní hrdinkou je dospívající dívka Olga Hakunděková. Děj se odehrává během normalizace v 70. letech, kdy Olga dospívá v ženu, prožívá své první milostné zklamání a bojuje s dalšími nástrahami té doby. 
Film je rozdělený do několika na sebe navazujících částí, kde každá sleduje určitou část Olžina života.

## Ocenění
- Český lev: Nejlepší film, režie, herečka (Ivana Chýlková), scénář; 2 nominace: herec - Franciszek Pieczka, herečka - Barbora Hrzánová

## Obsazení
| Barbora Hrzánová   | Lenka             |
| Ivana Chýlková     | Olga Hakunděková  |
| Alena Vránová      | matka             |
| Franciszek Pieczka | otec              |
| Halina Pawlowská   | Vasilina          |
| Milan Šteindler    | příslušník StB    |
| Jiří Langmajer     | Honza             |
| Karel Heřmánek     | Orest             |
| Tomáš Hanák        | Lesik             |
| Petr Čepek         | slavný spisovatel |
| Szidi Tobias       | Romka             |
| Miroslav Etzler    | Mirek             |